# My Girlfriend
My Girlfriend (chino simplificado: 我不能恋爱的女朋友; pinyin: Wo Bu Neng Lian Ai De Nv Peng You), es una serie de televisión china transmitida del 8 de octubre del 2019 hasta el 5 de noviembre del 2019 a través de Youku y Mango TV.
La serie es una adaptación de la novela bajo el mismo nombre My Girlfriend (我不能恋爱的女朋友) de Wei Xiaobao (喂小饱).

## Sinopsis
La serie sigue a Ding Xiaorou, una joven mujer que a los 17 años debido a un malentendido cree que es "maldecida" por una mujer embarazada para que nunca vuelva a encontrar el verdadero amor. Una tras otra, todas sus relaciones aunque al principio parecen ser exitosas siempre terminan en fracasos y tan pronto y cómo rompe con sus ex, estos encuentran parejas duraderas. 
Pronto Xiaorou comienza a perder la esperanza y cree que nunca va a encontrar el amor ni la felicidad, sin embargo todo cambia cuando conoce al atractivo Chi Xin. Aunque al inicio ambos se ven envueltos en una serie de malentendidos, poco a poco ambos comienzan a enamorarse y aprender a admirarse.

## Reparto

### Personajes principales
| Actor             | Personaje    | Nº de episodios | Notas |
| ----------------- | ------------ | --------------- | --- |
| Qiao Xin Tang Wei | Ding Xiaorou | 28              | Es una joven adorable que ha estado soltera por 27 años debido a una maldición. Está convencida de que nunca encotnrará el verdadero amor, hasta que conoce a Chi Xin.                                              |
| Xu Weizhou        | Chi Xin      | 28              | Es un productor de televisión que siempre tiene un plan B, sin embargo cuando se trata del amor, no. Cuando conoce a Xiaorou al principio no se llevan bien, sin embargo poco a poco comienza a enamorarse de ella. |

### Personajes recurrentes
| Actor                 | Personaje  | Nº de episodios | Notas |
| --------------------- | ---------- | --------------- | --- |
| Zhou Yixuan           | Zheng Ze   | -               | Es un joven playboy rico que solo quiere divertirse. Aunque al inicio se fija en Ding Xiaorou, cuando conoce a Nan Sasa se siente atraído por ella. |
| Wang Jianing (王嘉宁) | Nan Sasa   | -               | Es una cirujana y la mejor amiga de Ding Xiaorou. Cuando conoce a Zheng Ze, se siente atraída por él.                                               |
| Wang Liang (王亮)     | Zhen Zheng | -               | Es un hombre honesto y leal, que aunque un poco tarde accidentalmente encuentra el amor con He Mingzhu.                                             |
| Zhang Muchen (张沐莀) | He Mingzhu | -               | Es la dueña de la cafetería que no quiere enamorarse, hasta que conoce a Zhen Zheng.                                                                |

### Otros personajes
| Actor                 | Personaje  | Nº de episodios | Notas                                        |
| --------------------- | ---------- | --------------- | -------------------------------------------- |
| Jill Hsu (徐婕兒)     | Lucy       | -               |                                              |
| Ji Tianyu (姬天语)    | Jiang Yuan | -               | Es la exnovia de Chi Xin, una mujer exitosa. |
| Zhao Lingbin (赵凌彬) | Qi Ling    | -               |                                              |

## Episodios
La serie está conformada por 28 episodios, los cuales fueron emitidos todos los martes, miércoles y jueves. Para los VIP, la serie emitió todos los martes 5 episodios y para los que no son miembros 1 episodio todos los martes-miércoles y jueves.

## Producción
También es conocida como "My Girlfriend Who Can't Be in Love" y/o "Miss Unlovable".
Fue dirigida por Yu Zhongzhong, quien contó con el apoyo de los guionistas Hu Xiaoshuai y Wei Xiaobao.
La serie comenzó sus filmaciones en abril del 2018 en Suzhou, las cuales finalizaron en junio del mismo año.
Contó con el apoyo de las compañías de producción "Youku Pictures" y "Liu Bai Entertainment".